# South Stradbroke-eiland
South Stradbroke-eiland (Engels: South Stradbroke Island) is een Australisch eiland in het zuiden van Moreton Bay, Zuid-Oost Queensland. Met een lengte van 22 km en een maximale breedte van 2,5 km is het eiland het kleinste van de twee Stradbroke-eilanden. In tegenstelling tot North Stradbroke-eiland ligt het eiland dicht bij het vasteland.
In het noorden wordt het eiland door het Jumpinpin Channel gescheiden van North Stradbroke-eiland. Tot 1896 maakte het eiland deel uit van Stradbroke-eiland. Door een zware storm in dat jaar ontstonden er twee eilanden.
Het eiland leeft van het toerisme, maar op een veel kleinere schaal dan de nabijgelegen Gold Coast. Het eiland is aantrekkelijk voor toeristen die van rust houden. Er zijn enkele rustige campings op het eiland. De stranden aan de oostelijke oceaanzijde van het eiland zijn een paradijs voor surfers.
South Stradbroke-eiland bestaat voornamelijk uit zand, duinen en subtropische bossen. Het eiland kent ook een typerende flora en fauna. De Golden Wallaby wordt op het eiland aangetroffen.